# Rakitje
Rakitje är en ort i Kroatien.   Den ligger i länet Zagrebs län, i den centrala delen av landet, 12 km väster om huvudstaden Zagreb. Rakitje ligger 135 meter över havet och antalet invånare är 2 167.
Terrängen runt Rakitje är platt söderut, men norrut är den kuperad. Terrängen runt Rakitje sluttar söderut. Runt Rakitje är det ganska tätbefolkat, med 60 invånare per kvadratkilometer. Närmaste större samhälle är Zagreb - Centar, 12,2 km öster om Rakitje. Omgivningarna runt Rakitje är en mosaik av jordbruksmark och naturlig växtlighet.